# Yume Bitsu
Yume Bitsu – amerykański zespół grający rock psychodeliczny. Członkowie grupy pochodzą z Zachodniego Wybrzeża: Kalifornii, Oregonu i Waszyngtonu.
Debiutancki album Giant Surface Music Falling to Earth Like Jewels From the Sky wydali własnym sumptem w 1998 roku, a rok później ten samm materiał wydała wytwórnia BaBaBing! Records. Ten sam label wydał w 1999 roku drugi album grupy, zatytułowany po prostu Yume Bitsu. Trzeci album Auspicious Winds ukazał się nakładem K Records w 2000. Czwarty i prawdopodobnie ostatni  Golden Vessyl of Sound został wydany w 2002 przez K Records. W tym samym roku ukazała się winylowa 12-calowa split-EP nagrana z Andrew Reigerem z Elf Power, wydana przez Planaria Records a rok później nakładem Burt Toast Vinyl ukazała się kolejna 12-calowa jednostronna EP zatytułowana Wabi Morning. Nagrania na żywo z 2002 roku najpierw zostały wydane na winylowej wersji albumu Golden Vessyl of Sound, a później jako oficjalny CD-R bootleg wydany przez States Rights Records i szybko wyprzedany.
Wokalista-gitarzysta Adam Forkner tworzy także solo jako White Rainbow i jest w składzie Surface of Eceon, supergrupy utworzonej poza nim przez członków ambientowej-psychodelicznej grupy Landing, i gościnnie udzielał się w zespole Devendry Banharta i w grupie Jackie-O Motherfucker.
Gitarzysta Franz Prichard jest w składzie japońskiej grupy grającej instrumentalny rock kabaddi kabaddi kabaddi kabaddi, do której poza nim należą muzycy japońskich zespołów Moools i Maher Shalal Hash Baz. Ich debiutancki album został wydany w 2005 roku.
Perkusista Jason Anderson nagrywa solo dla K Records pod prawdziwym imieniem i pod pseudonimem Wolf Colonel.
Prichard i keybordzista Alex Bundy od czasu do czasu występują na żywo w okolicach Los Angeles i pracują wespół z wokalistą Bobbym Birdmanem nad albumem zawierającym nagrania inspirowane kraut rockiem muzyką elektroniczną.

## Skład
- Adam Forkner - gitara, głos
- Franz Prichard - gitara
- Alex Bundy - keyboard, elektronika
- Jason Anderson - perkusja

## Dyskografia
- Giant Surface Music Falling to Earth Like Jewels From the Sky (1998)
- Yume Bitsu (1999)
- Auspicious Winds (2000)
- Golden Vessyl of Sound (2002)